# Уайт-Ривер (нижний приток Миссисипи)
Уа́йт-Ри́вер (англ. White River — «белая река») — река в Северной Америке.
Река берёт своё начало в горах северо-западного Арканзаса. Протекает по территории штатов Миссури и Арканзас, Соединённых Штатов Америки. Река течёт в основном в восточном направлении. Является притоком реки Миссисипи. Длина реки — 1162 км, площадь бассейна — 71911 км².
На реке построено несколько водохранилищ.